# Odontobracon townesi
Odontobracon townesi är en stekelart som beskrevs av Marsh 2002. Odontobracon townesi ingår i släktet Odontobracon och familjen bracksteklar. Inga underarter finns listade i Catalogue of Life.